# Islamitische Universiteiten in Nederland
In Nederland zijn anno 2025 drie islamitische universiteiten opgericht. De eerste is de Islamitische Universiteit Rotterdam (IUR), oftewel de Islamic University of Applied Sciences Rotterdam, die in 1997 werd opgericht. De tweede is de Europese Islamitische Universiteit (IUE), die in 2001 in de stad Schiedam werd opgericht door een groep docenten die zich had afgesplitst van de IUR. De derde en recentste instelling is de Islamitische Universiteit Amsterdam (IUA), oftewel de Islamic University of Applied Sciences Amsterdam, die in 2018 onder initiatief van de Milli Görüş-beweging in Amsterdam werd opgericht.

## Geschiedenis
Vier jaar na de oprichting van de Islamitische Universiteit Rotterdam (IUR) volgde de Europese Islamitische Universiteit (IUR); eenentwintig jaar later kwam daar de Islamitische Universiteit van Amsterdam (IUA) bij.
Van deze drie instellingen is de Europese Islamitische Universiteit (IUE) in 2019 opgeheven. De Islamitische Universiteit Rotterdam (IUR) en de Islamitische Universiteit Amsterdam (IUA) daarentegen zetten hun onderwijsactiviteiten voort en zijn bezig met verdere institutionele ontwikkeling.

### Islamitische Universiteit Rotterdam

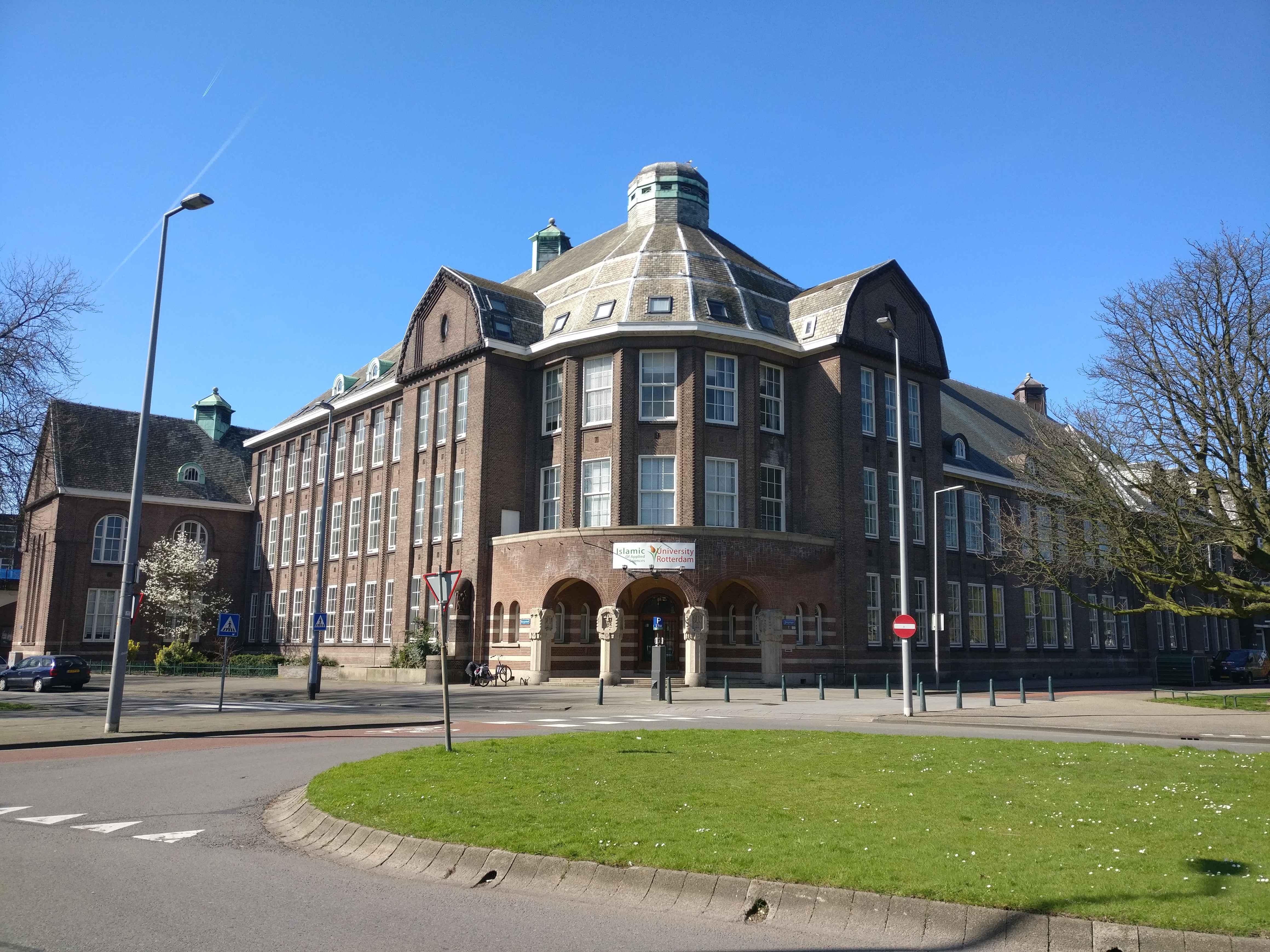
Islamitische Universiteit Rotterdam (2017)

De eerste islamitische universiteit die naar Nederlandse normen is opgericht, is de Islamitische Universiteit Rotterdam (IUR). Deze werd op 21 november 1997 opgericht door de Turks-Nederlandse academicus dr. S.T.K. Damra. Na een voorbereidingsperiode van één jaar is de universiteit op 14 september 1998 officieel gestart met het aanbieden van onderwijs. In het eerste academische jaar werden in totaal 60 studenten toegelaten: 30 voor het voorbereidend traject en 30 voor de bacheloropleiding. In de daaropvolgende jaren is het aantal studenten gestaag toegenomen.
Binnen de IUR worden twee hoofdopleidingen aangeboden: Islamitische Theologie (bachelor) en Islamitische Geestelijke Verzorging (master). Beide programma’s zijn door de Nederlandse overheid officieel erkend naar aanleiding van accreditatieonderzoeken in 2010 en 2013. Deze erkenning vormde een belangrijke mijlpaal in de institutionele ontwikkeling van de universiteit. In de loop der jaren heeft de instelling haar onderwijsactiviteiten inhoudelijk en structureel uitgebreid en verdiept.
De IUR bereidt thans de oprichting voor van een PABO-opleiding, met als doel leerkrachten op te leiden voor het Nederlandse basisonderwijs. Indien de ministeriële goedkeuring tijdig wordt verleend, is het voornemen om deze lerarenopleiding te starten in het academisch jaar 2025–2026.
De Islamitische Universiteit Rotterdam neemt een voorhoedepositie in, zowel binnen Nederland als in Europa, als de eerste islamitische instelling voor hoger onderwijs naar Europese academische standaarden.
Om in te spelen op veranderende maatschappelijke en academische contexten heeft de instelling haar officiële naam aangepast naar Islamic University for Applied Sciences Rotterdam (IUASR). Daarnaast is de IUR geaccrediteerd door en volwaardig lid van internationale academische netwerken zoals de Federation of the Universities of the Islamic World (FUIW) en de Islamic Universities League.

### Islamitische Universiteit Europa

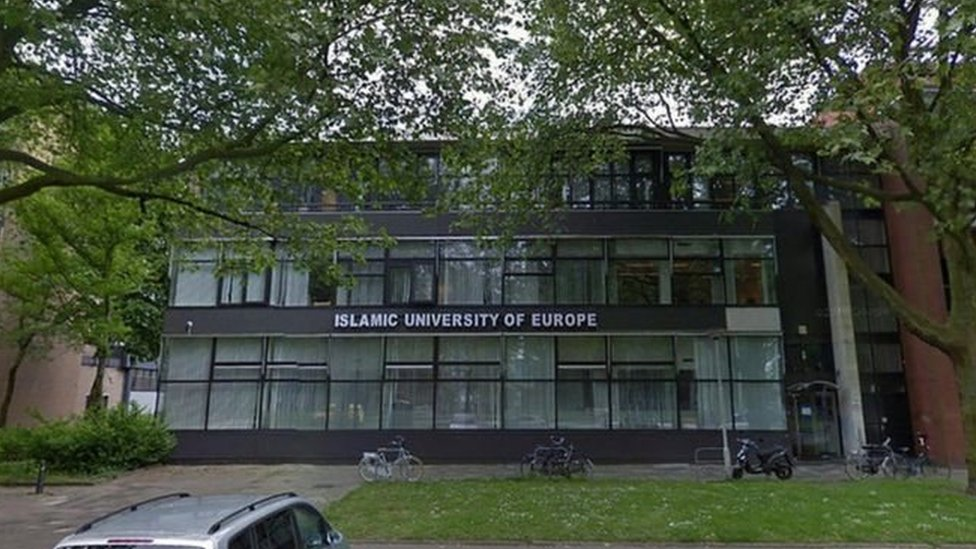
Islamitische Universiteit Europa (2001)

De Europese Islamitische Universiteit (European Islamic University – IUE) werd in 2001 opgericht in de stad Schiedam, vier jaar na de oprichting van de Islamitische Universiteit Rotterdam (IUR), door een groep docenten die zich had afgescheiden van de IUR. De IUE nam in haar beginfase grotendeels het curriculum, het programmamodel en de institutionele structuur van de IUR over, en kan om die reden worden beschouwd als een structurele afgeleide van de oorspronkelijke instelling.
In de eerste jaren hanteerde de IUE een strategie van snelle uitbreiding en startte zij met afstandsonderwijsprogramma’s in onder meer Duitsland, Frankrijk, België en Turkije. Deze uitbreidingspoging kon echter niet worden ondersteund door een stabiele academische staf en een duurzame institutionele structuur. Gebrekkige kwaliteitsborging, bestuurlijke instabiliteit en tekortschietend toezicht leidden tot ernstige reputatieschade. In deze periode verschenen in de media ook negatieve berichten over de IUE, wat haar maatschappelijke legitimiteit verder ondermijnde. Als gevolg hiervan zag de IUE zich in 2018 genoodzaakt al haar onderwijsactiviteiten te staken. In 2019 werd zij officieel failliet verklaard en definitief opgeheven.

### Islamitische Universiteit Amsterdam

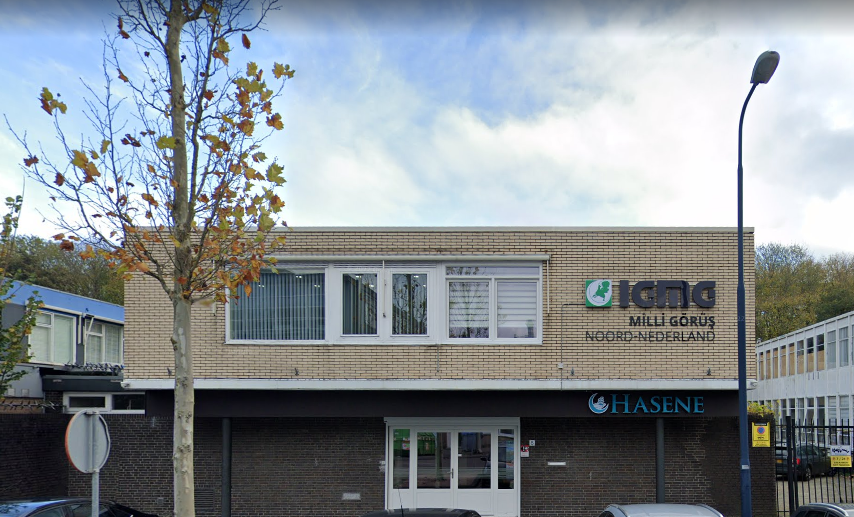
Islamitische Universiteit Amsterdam (2018)

De Islamitische Universiteit van Amsterdam, oftewel de International University of Applied Sciences Amsterdam (IUA), werd in 2018 opgericht onder de koepel van de Nederlandse Milli Görüş-beweging en begon datzelfde jaar met haar onderwijsactiviteiten. De IUA baseert zich inhoudelijk in belangrijke mate op het academisch model van de IUR en biedt eveneens twee hoofdopleidingen aan: een bachelorprogramma Islamitische Theologie en een masterprogramma Islamitische Geestelijke Begeleiding.
De oprichting van de Islamitische Universiteit Amsterdam (IUA) was een reactie op de groeiende vraag naar islamitisch hoger onderwijs binnen moslimgemeenschappen in Nederland. De instelling is qua achterban voornamelijk verankerd in de Turks-Nederlandse gemeenschap en bevindt zich, zowel op het vlak van programmaontwikkeling als in termen van personele bezetting, nog in een opbouwfase. De IUA onderneemt momenteel stappen richting verdere institutionalisering. 
De masteropleiding Toegepaste Islamitische Theologie is inmiddels (2023) geaccrediteerd door de Nederlands-Vlaamse Accreditatieorganisatie (NVAO), en de instelling werkt momenteel (2025) aan het verkrijgen van officiële erkenning voor de bacheloropleiding Islamitische Theologie (leraar levensbeschouwing en imam/Islamitisch Geestelijk Verzorger).

## Tabel
| Kenmerk / Criterium          | Islamitische Universiteit Rotterdam (IUR)                   | Islamitische Universiteit Europa (IUE)                               | Islamitische Universiteit Amsterdam (IUA)                |
| ---------------------------- | ----------------------------------------------------------- | -------------------------------------------------------------------- | -------------------------------------------------------- |
| Oprichtingsjaar              | 1997                                                        | 2001                                                                 | 2018                                                     |
| Oprichters / Instellingstype | Dr. S.T.K. Damra met multicultureel stichtingsbestuur       | Afscheiding van docenten van de IUR                                  | Nederlandse Milli Görüş-organisatie                      |
| Locatie                      | Rotterdam                                                   | Schiedam                                                             | Amsterdam                                                |
| Rechtsvorm                   | Stichting – Hoger beroepsonderwijs (HBO)                    | Vereniging – Privaat initiatief                                      | Stichting – Religieuze gemeenschapsstructuur             |
| Start onderwijsactiviteiten  | Academisch jaar 1998–1999                                   | Academisch jaar 2001–2002                                            | Academisch jaar 2018–2019                                |
| Hoofdopleidingen             | BA Islamitische Theologie, MA Geestelijke Begeleiding       | BA Islamitische Theologie, afstandsonderwijs geestelijke begeleiding | BA Islamitische Theologie, MA Geestelijke Begeleiding    |
| Curriculair model            | Origineel curriculum naar Europese normen                   | Gekopieerd van IUR                                                   | Gelijkend op IUR, met nadruk op Milli Görüş-visie        |
| Erkenning / Accreditatie     | Officieel erkend (2010/2013), lid van FUIW en IUB           | Geen erkenning verkregen, geëindigd in faillissement                 | Erkenningstraject nog in ontwikkeling                    |
| Internationale activiteiten  | Breed netwerk, internationale congressen en partnerschappen | Afstandsonderwijs in Duitsland, Frankrijk, België, Turkije           | Nationaal gericht, met beperkte externe samenwerking     |
| Institutionele ontwikkeling  | Naamswijziging: IUASR; ontwikkeling PABO-programma          | Geen duurzame ontwikkeling; bestuurlijke instabiliteit               | In opbouw; verdere institutionalisering in voorbereiding |
| Status anno 2025             | Actief en uitbreidend                                       | Gesloten (failliet verklaard in 2019)                                | Actief; erkenningsproces loopt                           |
| Publieke en media-aandacht   | Positief in beginjaren (1997–2001), nadien gemengd          | Overwegend negatieve berichtgeving                                   | Beperkt zichtbaar in media, gesteund vanuit gemeenschap  |